# Europese kampioenschappen veldrijden 2021 - Vrouwen elite
Het Europees kampioenschap veldrijden 2021 voor vrouwen elite werd gehouden op zaterdag 6 november op de VAM-berg in het Nederlandse Wijster. De Nederlandse Lucinda Brand won haar eerste titel.
Kata Blanka Vas was startgerechtigd in de beloften categorie, maar koos ervoor om deel te nemen aan de elite categorie. Door deze keuze is Blanka Vas definitief overgestapt naar de elite categorie en mag zo niet meer uitkomen in de beloften categorie tijdens andere wedstrijden.

## Uitslag
| Pos.          | Renster                    | Land        | Tijd       |
| ------------- | -------------------------- | ----------- | ---------- |
| Europese trui | Lucinda Brand              | Nederland   | 48'22"     |
| Zilver        | Kata Blanka Vas            | Hongarije   | + 56"      |
| Brons         | Yara Kastelijn             | Nederland   | + 1'02"    |
| 4             | Ceylin del Carmen Alvarado | Nederland   | + 1'29"    |
| 5             | Denise Betsema             | Nederland   | + 2'01"    |
| 6             | Hélène Clauzel             | Frankrijk   | + 2'21"    |
| 7             | Annemarie Worst            | Nederland   | + 2'34"    |
| 8             | Alice Maria Arzuffi        | Italië      | + 2'50"    |
| 9             | Silvia Persico             | Italië      | + 2'58"    |
| 10            | Sanne Cant                 | België      | + 3'04"    |
| 11            | Inge van der Heijden       | Nederland   | + 3'20"    |
| 12            | Aniek van Alphen           | Nederland   | + 3'31"    |
| 13            | Eva Lechner                | Italië      | + 3'43"    |
| 14            | Alicia Franck              | België      | + 4'22"    |
| 15            | Suzanne Verhoeven          | België      | + 4'42"    |
| 16            | Zina Barhoumi              | Zwitserland | + 5'35"    |
| 17            | Manon Bakker               | Nederland   | + 5'55"    |
| 18            | Elisabeth Brandau          | Duitsland   | + 6'18"    |
| 19            | Lara Krähemann             | Zwitserland | + 6'32"    |
| 20            | Perrine Clauzel            | Frankrijk   | - 1 ronde  |
| 21            | Marthe Truyen              | België      | - 1 ronde  |
| 22            | Sara Casasola              | Italië      | - 1 ronde  |
| 23            | Nadja Heigl                | Oostenrijk  | - 2 rondes |
| 24            | Barbara Borowiecka         | Polen       | - 3 rondes |
| 25            | Antonina Bialek            | Polen       | - 3 rondes |
| 26            | Kajsa Salmela              | Finland     | - 3 rondes |

| Pos. | Punten | Prijzengeld |
| ---- | ------ | ----------- |
| 1    | 100    | € 1.400     |
| 2    | 60     | € 800       |
| 3    | 40     | € 600       |
| 4    | 30     | -           |
| 5    | 25     | -           |
| 6    | 20     | -           |
| 7    | 17     | -           |
| 8    | 15     | -           |
| 9    | 12     | -           |
| 10   | 10     | -           |
| 11   | 8      | -           |
| 12   | 5      | -           |
| 13   | 4      | -           |
| 14   | 2      | -           |
| 15   | 1      | -           |

## Reglementen

### Landenquota
Nationale federaties mochten het volgende aantal deelnemers inschrijven:
- 8 rijdsters + 4 reserve rijdsters

### Startvolgorde
De startvolgorde per categorie was als volgt:
1. Meest recente UCI ranking veldrijden
2. Niet gerangschikte rensters: per land in rotatie (o.b.v. het landenklassement van het laatste WK). De startvolgorde van niet gerangschikte rensters binnen een team werd bepaald door de nationale federatie.

2003 · 
2004 · 
2005 · 
2006 · 
2007 · 
2008 · 
2009 · 
2010 · 
2011 · 
2012 · 
2013 · 
2014 · 
2015 · 
2016 · 
2017 · 
2018 · 
2019 ·
2020 ·
2021 ·
2022